# Mistrzostwa Polski w Biathlonie 1978
12. Mistrzostwa Polski w biathlonie odbyły się w 1978 w Zakopanem. Rozegrano dwie konkurencje, bieg indywidualny mężczyzn na dystansie 20 kilometrów i bieg sprinterski na dystansie 10 kilometrów.

## Terminarz i medaliści
| Data | Konkurencja                | Złoto                             | Srebro                            | Brąz                                  |
| 1978 | Bieg indywidualny mężczyzn | Jerzy Szyda Jodła Bodzentyn       | Józef Michniak WKS Legia Zakopane | Stanisław Tylka WKS Legia Zakopane    |
| 1978 | Bieg sprinterski mężczyzn  | Andrzej Rapacz WKS Legia Zakopane | Józef Michniak WKS Legia Zakopane | Stanisław Trebunia WKS Legia Zakopane |